# Eurovision Song Contest 1959

Deltagande länder.
Länder som tävlat förut men inte deltog 1959.

Eurovision Song Contest 1959 var den 4:e upplagan av musiktävlingen Eurovision Song Contest, som sändes den 11 mars 1959 från det numera rivna Palais des Festivals i Cannes, Frankrike. Detta efter att låten "Dors, mon amour", framförd av André Claveau, vunnit föregående års tävling. Programledare var Jacqueline Joubert och kapellmästare var Franck Pourcel. Varje lands jury bestod detta år av tio medlemmar, vilka var och en hade en röst att lägga på sin favorit.
I detta års upplaga infördes en regel som förbjöd musikexperter att få vara en del av de nationella jurygrupperna.
Vinnare detta år blev Nederländerna med låten "Een beetje" som framfördes av Teddy Scholten. Landet var det första som vann tävlingen två gånger. Textförfattaren till segerlåten, Willy van Hemert, skrev även låten "Net als toen", som Nederländerna segrade med i 1957.
Detta år innebar den första och enda gången som inte bara vinnarlåten fick framföras igen efter segern, men även låtarna som kom 2:a och 3:a fick framföras igen i slutet av tävlingen.
Sämst gick det för Monaco som representerades av Jacques Pills med låten "Mon ami Pierrot", som räddades från att bli poänglös genom att den fick en poäng från Österrike.

## Deltagande länder

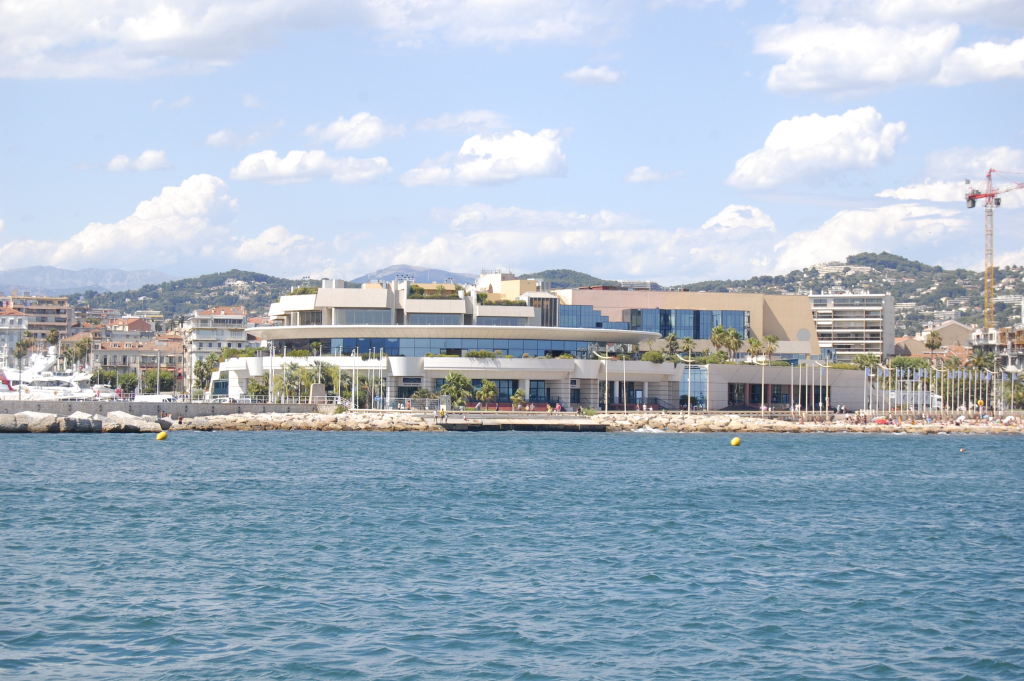
Värdarenan, Palais des Festivals et des Congrès, i Cannes.

Monaco debuterade detta år. Storbritannien återvände efter att ha avstått från att tävla föregående års tävling, sedan dess har landet tävlat varje år. Luxemburg valde att inte tävla i detta års upplaga.

### Dirigenter
- Frankrike – Franck Pourcel
- Danmark – Kai Mortensen
- Italien – William Galassini
- Monaco – Franck Pourcel
- Nederländerna – Dolf van der Linden
- Västtyskland – Franck Pourcel
- Sverige – Franck Pourcel
- Schweiz – Franck Pourcel
- Österrike – Franck Pourcel
- Storbritannien – Eric Robinson
- Belgien – Francis Bay

### Återkommande artister
| Land    | Artist           | Tidigare år | Tidigare placering |
| ------- | ---------------- | ----------- | ------------------ |
| Danmark | Birthe Wilke     | 19571       | 3:e                |
| Italien | Domenico Modugno | 1958        | 3:e                |

11957 tävlade Birthe Wilke i duett med Gustav Winckler.

## Resultat
| Nr | Land           | Artist                     | Sång                                | Översättning | Språk        | Placering | Poäng |
| -- | -------------- | -------------------------- | ----------------------------------- | ------------ | ------------ | --------- | ----- |
| 1  | Frankrike      | Jean Philippe              | Oui, oui, oui, oui                  | —            | Franska      | 3         | 15    |
| 2  | Danmark        | Birthe Wilke               | Uh, jeg ville ønske jeg var dig     | —            | Danska       | 5         | 12    |
| 3  | Italien        | Domenico Modugno           | Piove (Ciao, ciao bambina)          | —            | Italienska   | 6         | 9     |
| 4  | Monaco         | Jacques Pills              | Mon ami Pierrot                     | —            | Franska      | 11        | 1     |
| 5  | Nederländerna  | Teddy Scholten             | Een beetje                          | —            | Nederländska | 1         | 21    |
| 6  | Västtyskland   | Alice & Ellen Kessler      | Heute Abend wollen wir tanzen geh'n | —            | Tyska        | 8         | 5     |
| 7  | Sverige        | Brita Borg                 | Augustin                            | —            | Svenska      | 9         | 4     |
| 8  | Schweiz        | Christa Williams           | Irgendwoher                         | —            | Tyska        | 4         | 14    |
| 9  | Österrike      | Ferry Graf                 | Der K und K Kalypso aus Wien        | —            | Tyska        | 9         | 4     |
| 10 | Storbritannien | Pearl Carr & Teddy Johnson | Sing, Little Birdie                 | —            | Engelska     | 2         | 16    |
| 11 | Belgien        | Bob Benny                  | Hou toch van mij                    | —            | Nederländska | 6         | 9     |

## Omröstningen
Omröstningen blev spännande detta år, med flera växlingar i ledningen. Nederländerna tog ledningen direkt efter första omröstningen, och Schweiz gick om i den andra. Nederländerna lade sig emellertid jämsides, även Storbritannien efter omgång fyra. Schweiz tog sig förbi övriga efter femte omgången. Vid sjätte omgången växlade ledningen till Storbritannien, bara för att tappa denna till Nederländerna som drog ifrån ordentligt omgången efter, och som höll denna ledning fram till tävlingens slut.
Själva omröstningen förflöt med mindre problem. Storbritannien fick repetera sina röster efter missförstånd och även Monaco fick repetera på grund av att poängräkningen på stora tavlan blev fel. Jacqueline hade svårt att höra vissa länders röster, vilket krävde viss återupprepning.
| Röster (→) Bidrag (↓) | Totalt | BE | UK | AT | CH | SE | DE | NL | MC | IT | DK | FR |
| --------------------- | ------ | -- | -- | -- | -- | -- | -- | -- | -- | -- | -- | -- |
| Frankrike             | 15     | 2  |    | 1  | 1  |    | 4  |    | 2  | 1  | 4  |    |
| Danmark               | 12     |    | 2  | 2  | 1  | 4  |    | 1  | 1  | 1  |    |    |
| Italien               | 9      | 1  |    |    | 3  | 1  |    |    | 1  |    |    | 3  |
| Monaco                | 1      |    |    | 1  |    |    |    |    |    |    |    |    |
| Nederländerna         | 21     | 3  | 1  | 3  |    |    | 2  |    | 1  | 7  |    | 4  |
| Västtyskland          | 5      | 1  |    |    | 1  |    |    |    |    | 1  |    | 2  |
| Sverige               | 4      |    |    |    |    |    |    | 3  |    |    | 1  |    |
| Schweiz               | 14     | 1  | 5  | 1  |    | 3  | 1  |    | 1  |    | 2  |    |
| Österrike             | 4      |    |    |    | 1  | 2  |    |    | 1  |    |    |    |
| Storbritannien        | 16     | 2  |    | 2  | 3  |    |    | 5  | 2  |    | 1  | 1  |
| Belgien               | 9      |    | 2  |    |    |    | 3  | 1  | 1  |    | 2  |    |